# Nam Quan, Trường Xuân
Nam Quan (tiếng Trung: 南关区, Hán Việt: Nam Quan khu) là một thị hạt khu (quận nội thành) của địa cấp thị Trường Xuân, tỉnh Cát Lâm, Trung Quốc. Quận này có diện tích 497 km2, dân số 620.000 người, mã số bưu chính 130022. Quận này được chia ra 12 nhai đạo, 3 trấn, 2 hương. Nam Quan nằm về phía trung nam của Trường Xuân.